# 9121 Стефановалентіні
9121 Стефановалентіні (9121 Stefanovalentini) — астероїд головного поясу, відкритий 24 лютого 1998 року.
Тіссеранів параметр щодо Юпітера — 3,061.